# Літературна журналістика
Літературна журналістика (англ. creative nonfiction) контрастує з іншою науково-популярною літературою, такою як академічна або технічна література чи публіцистика, яка також заснована на точному факті. Літературна журналістика — це така форма документальної прози, що поєднує репортаж і відповідні стилі та стратегії, що є характерними для художньої літератури. Як журналісти, ці автори «колекціонували дані й факти, тому їхні матеріали ставали реальністю», як письменники — були «обдарованими оповідачами історій, що створювали їх за допомогою літературних конструкцій і стилістичних особливостей». Але в основі літературної журналістики завжди залишався «голос» автора і точність викладу подій.

## Передумови виникнення
Поняття нон-фікшн зародилося у США ще в середині XX століття, для цього терміну є і інші назви, наприклад: літературна журналістика, література факту, художня репортажистика. У країнах Європи виходить велика кількість «новожурналістських» публікацій, які стрімко здобувають загальне визнання також і в Україні. Сутність згаданого напряму в журналістиці полягає у використанні у самих матеріалах літературно-художніх технік, таких як звуконаслідування, кінематографізм, деталізація статусу, переважання діалогів, детального опису зовнішності героїв, їхньої мови, інтер'єру, місця тощо. Одним із головних жанрів, що є основою нон-фікшн, виступає репортаж. У цьому випадку він має ряд жанрових і стилістичних варіацій і переходить у художній репортаж.
Серед дослідників нон-фікшн журналістики можна згадати Е. Денніса, М. Вайнгартена, Н. Сімса, М. Крамера, Ш. Ф. Фішкіна, Б. Лонсберрі, Н. Міллза. Зокрема на цю тему було написано ряд дисертацій, які розглядали нон-фікшн в контексті літературознавства (наприклад Д. Харитонов, Ж. Коновалова). У 2015 році вперше в Україні було захищено дисертацію у галузі соціальних комунікацій на тему «“Новий журналізм” у медійному дискурсі України: ґенеза та жанрово-стилістичні ознаки». У вітчизняній науці нон-фікшн час від часу стає предметом досліджень.
Щоб текст вважався нон-фікшн, він повинен бути фактично точним та написаним з урахуванням літературного стилю та техніки. Зрештою, головна мета нон-фікшн журналістів — передавати інформацію, подібно до репортера, але формувати її таким чином, щоб вона читалася як художня література. Форми цього жанру включають біографію, автобіографію, мемуари, щоденники, написання тревел-блогів, літературну публіцистику, хронік, особисті нариси та інші гібридизовані тексти. За словами Вівіан Горнік, «Спогад — це казка, яка була взята з життя, тобто з реальних, не уявних подій, пов'язаних з оповідачем від першої особи, якою, безперечно, є письменник. За ці основні вимоги оповідач несе таку відповідальність, як і за роман чи новела: сформувати частину історії так, щоб вона перейшла від казки про приватне життя до тієї, яка має значення для незацікавленого читача». Критик Кріс Андерсон стверджує, що жанр можна зрозуміти найкраще, розділивши його на дві підкатегорії — особистий твір та публіцистичний нарис — але жанр наразі визначається відсутністю встановлених конвенцій.
Літературний критик Барбара Лунберрі — у своїй книзі «Мистецтво факту» пропонує чотири конститутивні характеристики жанру, перша з яких — «Документальна тема, обрана з реального життя, на відміну від взятої з розуму письменника». Це означає, що теми та події, обговорювані в тексті, насправді існують.
Друга характеристика — «Вичерпне дослідження», яке, за її словами, дозволяє авторам «по-новому глянути на їх тематику», а також «дозволяє їм встановити достовірність своїх оповідань за допомогою перевірених посилань у своїх текстах».
Третя характеристика, на яку вказує Лунберрі, є визначальною у визначенні жанру, — «Сцена». Вона наголошує на важливості опису та відродження контексту подій на відміну від типового журналістського стилю об'єктивного репортажу.
Четверта і остання особливість, яку вона пропонує, — «Образотворче письмо: літературний прозовий стиль». Перевірена тематика та вичерпне дослідження гарантують нефіксовану сторону літературної нехудожньої літератури; форма оповіді та структура розкривають артистизм письменника; і, нарешті, її відшліфована мова виявляє, що ціллю поставлена ціла література.
Творча наукова література може бути структурована як і традиційні художні розповіді, як це стосується історії Фентона Джонсона про кохання та втрату, «Географія серця». Коли твори творчої науково-популярної літератури за розмірами книг дотримуються парадигми, подібної до історії, їх іноді називають нон-фікшн. Інші книги, як Даніель Левітін «Це твій мозок у музиці» та «Світ у шести піснях», використовують елементи імпульсу, ритму та поезії для передачі літературної якості.
Значна зацікавленість до нон-фікшн в Україні зумовлена великою кількість перекладів, що з'явилися за останні роки.
Протягом процесу вивчення вказаного напрямку стає ясно, що у текстах певної письмової роботи у цій сфері журналістики існує безліч документів, вирізок із газет, інтерв'ю, розшифрувань аудіозаписів, роздумів, що додають пізнавальну й повчальну риси подіям, які відбуваються.
У концепції якісної репортажистики «важливо не те, щоб читач дізнався, яка кількість людей загинула, що за зброю використовували, як це прокоментував прес-секретар уряду чи президент, а те, щоб опис факту щось людині сказав, уможливив розуміння, осмислення і співпереживання». Ці імперативи власне і формують художні репортажі в аналітику, світоглядну публіцистику, розширючи традиційну сферу журналістики.
Так приміром на думку українського журналіста та літературного критика О. Шинкаренка, «Кабульський книгар» не лише черговий нон-фікшн репортаж, який може налічувати понад 200 сторінок. Часом забуваєш, що це не художня проза, настільки багато в ній поезії, яку Саєрстад бачить у найбуденніших речах".
Власне такий мікс документальності та художності, є притаманним для нон-фікшн, що і створює певний антураж вищезгаданому тексту. Крім «Кабульського книгаря», автор написала також ще дві книги в такому ж стилі: «Сто один день. Багдадський щоденник» про війну в Іраку 2003 року та «Ангел Грозного: сироти забутої війни» (2006) про війну в Чечні. На думку О. Саєрстад, тревел-література, художні репортажі — є всесвітнім трендом на сьогодні. «Такі книги успішні, бо сьогодні ми маємо величезні обсяги інформації, але вона часто плутана, зовсім не спрощує розуміння, і не завжди перевірена».
Нон-фікшн дозволяє читачу перебувати у вирії подій та одночасно діставати насолоду під час прочитання художньої літератури. Наявність значної кількості перекладів українською найкращих іноземних творів «нової журналістики» обумовлено інтересом нашого читача подібним стилем. Останнім часом нон-фікшн є власне одним із основних видавничих напрямків київського видавництва «Темпора». Відсутність потрібних платформ як наприклад журнали The New Yorker, Rolling Stone, The Atlantic Monthly, Harper's, Vanity Fair, The New York Times, The Wall Street Journal не дає можливості українським авторам писати художню репортажистику.
Цікавим є те, що в 60-ті роках 20 століття у Сполучених Штатах поширився інтерес до документальної прози, нон-фікшн та мемуарів, що зумовлено політичними, соціально-культурними змінами та їхніми наслідками — війною у В'єтнамі, зародженням руху хіпі, сексуальною революцією, протестами проти расової дискримінації тощо. «Факт і документ широко використовуються як епічна основа в багатьох творах про в'єтнамську війну», що в цей час активно з'являються в країні. Українська дослідниця Т.Денисова акцентує на формуванні «нової жанрової модифікації, в якій об'єднуються нарис, репортаж, мемуари з елементами вимислу, з прикметами художньої, емоційно забарвленої прози». Ця інноваційна форма дістала назву «новий журналізм» (new journalism), засновником якої вважають відомого публіциста, журналіста і письменника Тома Вулфа (1930).
На відміну від класичної журналістики провідних американських мас-медіа повоєнного часу, цей напрям намагався бути не лише «новим», але й позиціонував себе як «журналістський жанр з літературними претензіями». Він репрезентує концептуальну, якісну світоглядну журналістику та «реалізується переважно в майстерному художньому описі конкретних фактів, глибоких спостережень, на підставі яких автор пропонує читачам свої переконливі висновки й оцінки, щиро співпереживає зображеним героям та персонажам». Тобто акумулюючи ознаки репортажу і художньої літератури, саме нон-фікшн перебуває в опозиції до традиційної інформаційної журналістики. У своєму маніфесті «нового журналізму», який вийшов друком у 1973 р., Том Вулф зазначив, що «репортаж, а не роман, є найвищою формою літературного мистецтва». У цій праці засновник жанру запропонував чотири основні прийоми, які визначають нон-фікшн:– «драматична сцена» («Dramatic Scene»)
- подія драматургічно будується за принципом «сцена-за-сценою», без довгих історичних екскурсів;
- «запис повного діалогу» («Recording Dialogue in Full») — діалоги та висловлювання героїв статті передаються в повному обсязі (замість коротких цитат);
- «статус подробиць» («Status of Details») — детальний опис подробиць, поведінки, одягу, характеру, інтер'єру, опис місця, де відбуваються події, що дозволяє читачам поринути в історію;
- «точка зору» («Point of View») — принцип «хамелеона»; часта зміна перспективи спостереження на противагу однобічному поглядові об'єктивного репортажу. У цьому разі автор перевтілюється у своїх героїв і відображає світ із їхньої позиції.

Найближчим контекстуальним синонімом до нон-фікшн є літературна журналістика, хоча доречним буде використання термінів «документальна проза», «література факту», «наративна журналістика», «ґонзо-журналізм» (засновник Х. С. Томпсон), «документальний роман», «журналістський роман».
Дослідниця О. Тараненко запропонувала застосовувати до такого тексту навіть термін «сповідальної прози», яка «захоплює не лише фактами, що вражають, але й характером їхнього викладу, дає читачеві можливість не тільки раціонального сприйняття, а й емоційного співпереживання». Водночас головний постулат нон-фікшн — жодної вигадки, тільки реальність.
Явище літературної журналістики або нон-фікшн не нове. Поява рис цього різновиду пов'язують ще з іменем Даніеля Дефо, що є одним із перших журналістів, який використовував нову форму. В 19 столітті його наступником стає Марк Твен, а у 20 ст. — Ернест Хемінгуей. Джозеф Мітчел, Ліліан Росс, Норман Мейлер, Трумен Капоте, Том Вулф і Джоан Дідіон, сформували жанр в другій половині 20 ст.
Видатними представниками літературної журналістики є Джіммі Бреслін, Гей Теліз, Трумен Капоте, Норман Мейлер, Джоан Дідіон, Майкл Герр та ін. У Сполучених штатах приклади літературної журналістики зображені переважно на сторінках «Ньюйоркера», «Есквайра», «Веніті Фейра», «Нью-Йорк Таймс», «Вол Стріт Жорнал» та інших видань. Через чималий об'єм ці тексти практично не друкувалися в газетах.
Згодом нон-фікшн набуває поширення і в інших країнах — Колумбії (Габріель Гарсія Маркес), Польщі (Ришард Капусцінський) тощо.
Вітчизняні приклади нон-фікшн журналістики представлені в колумністиці та блогах Gazeta.ua, «Погляди-TCH.ua», «Українська правда. Життя», «Український тиждень», «Інфопорн», «MANDRY» та інших. Варті уваги також Максим Кідрук, Артем Чапай, Ірена Карпа, Марія Мицьо, Світлана Пиркало та інші.
Явище нон-фікшн стало темою робіт американських учених: Е. Денніса, М. Вайнгартена, Н. Сімса, М. Крамера, Ш. Ф. Фішкіна, Б. Лонсберрі, Н. Міллза та ін. Поняття нон-фікшн використовується в наукових працях українських дослідників: В. Здоровеги, М. Василенка, Т. Денисової, М. Титаренко, Б. Носової, Т. Хітрової, О. Поволокіної, Г. Стембковської, Л. Шутяк та ін. Проте, на відміну від своїх американських колег, більшість вітчизняних науковців розглядають цей феномен поверхово, в контексті інших тем.

Обкладинка роману Трумена Капоте «З холодним серцем»

Дискусії щодо природи літературної журналістики та її місця розпочалися ще в 1965 р., після виходу роману Трумена Капоте «З холодним серцем» («In Cold Blood»). Виникло питання, до якої кагорти віднести цей твір — літератури або журналістики? Як розрізнити літературу та нон-фікшн?
У 1956 році газета «The New York Times» опублікувала замітку про вбивство сім'ї з чотирьох осіб в штаті Канзас. Капоте, зацікавившись цим злочином, провів журналістське розслідування, зібрав не тільки факти, а й описав причини і мотиви. У 1966 р статті були об'єднані в текст «З холодним серцем», жанр якого автор визначив як «роман-репортаж».
Тим самим Капоте оголосив твір нежурналістським, або майже нежурналістським текстом. Для підкреслення цього особливого жанрового характеру твору він придумав спеціальний підзаголовок — «роман нон-фікшн» (non-fiction novel). Вихід цієї книги став початком офіційного виділення жанру «література нон-фікшн». Синтез таких елементів тексту як фактографія, мікроісторія, що лежить в основі оповіді, а також підкреслено журналістських методів і прийомів збору інформації, втілився в романну форму, продемонструвавши новий тип історико-розслідувального наративу. Цей наратив був прийнятий як художній твір далеко не всіма.
Саме демонстративне поєднання журналістського і белетристичного спочатку викликало велику настороженість ряду сучасників, хтось навіть побачив спробу вторгнення журналістики в сферу високого мистецтва і відреагував досить різко. Так, наприклад, Том Вулф, про роль якого мова піде нижче, описав цю ситуацію як конфлікт професійних письменників з письменницьким «люмпеном», а сам твір, за його ж словами, деякі сучасники справедливо сприйняли як паражурналістику.
Насторожене ставлення письменницького співтовариства не вплинуло на успіх твору — книга стала популярною. Цей факт зажадав пояснень, в тому числі
з боку критиків-сучасників.
Популярність твору не могла не породити послідовників, і до зародження явища, до якого стали зараховувати нові тексти. В їх число потрапляє роман «Ангели пекла» (1966) майбутнього лідера гонзожурналістики Хантера Томпсона, «Електропрохолоджувальний кислотний тест» (1968) популяризатора і ідеолога «нового журналізму» Тома Вулфа, сюди ж віднесли журналісти- Джоан Дідон з романом «І побрели до Віфлеєму» (1968), Норман Майлер з «Армією ночі» (1968). Цікаво, що останній роман був супроводжений характерним підзаголовком «Історія як роман, роман як історія». Це підзаголовок відображає традиційний інтерес і органічний зв'язок авторів цього напрямку з історичним аспектом тієї чи іншої події.
У підсумку, всю другу половину 20 століття в США стали називати «часом нон-фікшн».
Визначення Т.Капоте — «роман нон-фікшн» — не відображало всю складність нового явища. Зростаюча популярність нового типу наративного конструкту диктувала потребу в більш глибокому теоретичному осмисленні феномена.

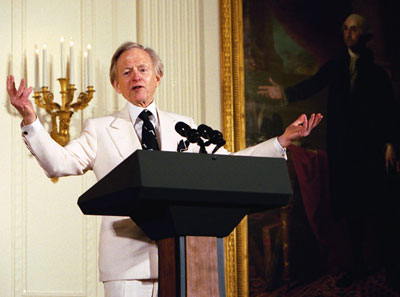
Том Вулф

Першою спробою такого осмислення стала стаття-передмова журналіста і письменника Тома Вулфа до складеного і випущене ним видання «Нова журналістика і антології нової журналістики» (1973). Нон-фікшн словесність опинилася віднесена їм до більш широкого кола явища «нової журналістики». У тексті, який згодом був визнаний маніфестом «нових журналістів», Вулф концептуалізував явище. Він висунув припущення, що простір «нової журналістики» в цілому — це не традиційна журналістика в загальноприйнятому розумінні, а альтернативний спосіб організації нон-фікшн наративів.
Авторів «нової журналістики», що звертаються до створення нон-фікшн текстів, Том Вулф закликав активно користуватися художніми образотворчими
засобами і прийомами (fiction), запевняючи, що це тільки посилить традиційну журналістську установку: «Мені не просто відкрилися можливості працювати в нон-фікшн за допомогою прийомів письма, традиційно використовуваних романістами і новелістами. Це теж, але і дещо ще. Відкриття полягало в тому, щоб в журналістиці і нехудожній прозі використовувати весь белетристичний арсенал — від звичайних діалогів до потоку свідомості — і застосовувати ці різні прийоми одночасно або один за іншим, щоб запалити читача і змусити його задуматися». Метою всього цього, на думку Т. Вулфа, було максимальне залучення читача в текст: «журналістські тексти можна писати так, щоб вони читалися як роман».
Використання прийомів, характерних для художньої (fiction) літератури, перетворювало журналістський твір в форму художнього наративу.
При цьому основними і найбільш ефективними нові журналісти вважали такі способи організації оповіді:
- спосіб побудови сюжету: вибудовування сюжету сцена за сценою;
- специфіку структурування діалогів: як можна більш наближені до реальності діалоги. Деякі журналісти, як зазначав Т. Вулф, не просто передавали в діалозі манеру промови людини, а навчилися стенографувати і використовували в творі дослівне відтворення розмови, тим самим підвищуючи «документальну» цінність твору;
- спосіб ведення розповіді від третьої особи, що дозволяє читачеві сприймати текст як твір нон-фікшн, а не суб'єктивний погляд пісателяжурналіста;
- увага до опису деталей-символів (хода, жести, особливості мови і т. д.);
- графічне відображення реальності, наприклад, звукове;
- перехід до потоку свідомості, перш за все за рахунок синтаксису.

Вулф визнавав, що інтерес до факту, документа, зближення художнього і документального, використання художньої образності, не є відкриттям прихильників нового журналізму. Тому він «розширив» тимчасові рамки цього явища своєрідною передісторією, зарахувавши Д.Дефо і М.Твена до родоначальників нового журналізму. Ряд критиків вважають це розширення невиправданим і виділяють головний фактор, який лежить в основі бажання вписати в історію нового журналізму імена класиків: «прихильники просто намагаються довести „серйозність“ своєї наукової школи. Насправді, вважали опоненти, новий журналізм не є явищем новаторським, а був „слабкою тінню“ того, що вже існувало».
Новий журналізм зародився як журналістський експеримент з формою тексту, технікою написання, а пізніше трансформувався в метод і літературну школу, став етапом в історії виділення саме літератури нон-фікшн.
Ймовірно, суперечка про витоки і засадах цілком традиційна, коли мова заходить про нове поняття. Як будь-яке явище в мистецькій сфері, в історії літератури нон-фікшн можна виділити так званий протоперіод, і він може бути насиченим і тривалим. Але важливіше момент початку рефлексії і теоретичного осмислення, які почалися набагато пізніше.
Уже в перших наукових роботах, присвячених літературі нон-фікшн, дослідники відзначають, що формула «все, що не фікшн — нон-фікшн» непридатна для характеристики явища. Розподіл всієї словесності на fiction (художню) і non-fiction (документальна, невигадана) — занадто умовний і абстрактний, адже при такому підході нон-фікшн включає в себе і документальну літературу, і біографії, і власне журналістські твори, і науково-популярну літературу.
Барбара Лоунсберрі, одна з перших дослідників, які спробували теоретично визначити явище нон-фікшн словесності, пропонує для нового явища термін «artistic nonfiction». Вона виділяє чотири особливості таких текстів:
- реальний документальний факт або предмет в основі твору;
- довга попередня підготовка, дослідження і занурення в тему;
- особлива увага до сюжету, місця, локації (the scene) в творі;
- літературний стиль викладу.

У міру зростання популярності нового напряму з'являлися і все нові спроби його теоретичного опису та конкретизації. У книзі «Мистецтво факту» 1990 року Б. Лоунсберрі приводить найбільш повну класифікацію існуючих в зарубіжній практиці підходів до літератури нон-фікшн, а також обґрунтовує необхідність введення нового терміна, який би найбільш повно описав існуюче явище в літературі.
Історія пошуку терміна у викладі Лоунсберрі виглядає наступним чином: від термінів «jornalit», «new» або «high journalism» відмовилися практично відразу ж, так як їх порахували занадто вузькими. Термін «parajornalism», запропонований Дуайтом Макдональдом, також не завоював популярність, так як характеризував не всі явище, а лише відображав творчу манеру автора, який викладає в тексті історію через суб'єктивне сприйняття. Терміни «faction» або «realtor» (гра слів: не письменник, не журналіст, а людина, яка «пише реальність») зустрічаються тільки в роботах самих авторів. У зарубіжній практиці найбільш поширеними термінами зараз стали «creative non-fiction» і «literary journalism».
За кілька років до «Мистецтва факту» Б. Лоунсберрі з'являється робота, в якій пропонувався інший підхід інтерпретації даного явища. Американський дослідник Норман Сімс в передмові до збірки інтерв'ю «Літературні журналісти» (1984 р.) пропонував свій термін — «literary journalism» — поєднання художніх методів з репортерськими фактами — гібридний жанр, але й «гібрид заслуговує ім'я». Він вважає, що новий журналізм — це лише один з видів літературної журналістики. Автор був згоден з тими, хто вважав, що явище існувало задовго до маніфестів нового журналізму. Сюди він відносив Джорджа Оруелла, Лілліан Росс і Джозефа Мітчелла.
Проте, згідно з Сімсом, «ранні» «нові журналісти» внесли в традицію принципові відмінності: їх діяльність довела силу літературного підходу до журналістики.
Намагаючись розібратися в новому явищі, Норман Сімс, Річард Родс та інші «літературні журналісти» склали список деяких розпізнавальних маркерів обов'язкових елементів текстів нон-фікшн:
- історична і фактуальна складова;
- увага до мови;
- участь і занурення;
- символічні реалії;
- точність;
- почуття часу і місця;
- обґрунтовані зауваження;
- контекст;
- авторське «Я» і рівень суб'єктивності в тексті.

Сімс вважав головною відмінністю журналістики літературної від традиційної необхідність «більш глибокого занурення» в тему і проблему. Журналіст стає дослідником, письменником, а його текст за формою і змістом — романом нон-фікшн.
Таким чином, в зарубіжному літературознавстві спроби теоретичної рефлексії щодо нового явища, так чи інакше, велися всередині понятійного поля журналістики: «jornalit», «new journalism», «high journalism», «parajornalism», «literary journalism».
Як і з більшістю запозичених термінів, історія з терміном «нон-фікшн» в вітчизняних літературознавчих практиках ускладнюється рядом обставин: термін входить у вітчизняний літературознавчий ужиток з різних джерел, вживається в різних контекстах, застосовується в різнорідних проявах, часто об'єднуються за формальними критеріями і т. д. Ці та багато інших чинників посилюють «термінологічну ентропію».
Вітчизняні дослідники намагалися пояснити цей феномен, вибудувати класифікацію текстів нон-фікшн, виділити критерії, за якими ту чи іншу твір «потрапляло» в жанр нон-фікшн, намагаючись знайти подібне явище в вітчизняній літературі.
Звідси зближення поняття зі звичним терміном: «документальна література» — найпоширеніший синонім для терміна «література нон-фікшн». З цим категорично не згоден російський журналіст і письменник Павло Басинський. Він підкреслює, що такий підхід "насправді плутає всі карти і є однією з причин безлічі непорозумінь у пострадянському сприйнятті прекрасного і абсолютно самостійний жанр. «Документальна проза» — невдала назва жанру.
Нон-фікшн не завжди робиться з документів. Буквальний переклад: «Проза без вимислу» теж невдалий, тому що, скажімо, сповідь — це проза без вимислу, але не нон-фікшн ". «Література факту», «література з чільним документальним початком», «Література людського документа», «документальна література» — пошук схожого явища у вітчизняній практиці ведеться досі.
Кожне таке зближення має деякі підстави, але викликає і зрозумілі заперечення. Не можна поставити знак рівності між, документальною літературою, з її тривалої історією, особливим місцем у зарубіжному і вітчизняному літературному процесі та фундаментальною науковою базою досліджень.
Автор експериментальної енциклопедії «Література нон-фікшн / non-fiction».
Російська дослідниця Є. Г. Местергазі пропонує розглядати літературу нон-фікшн як літературу, замикаючу (за часом) ряд схожих понять і явищ — «людський документ», «документальна література», «его-документ» і вважає, що в цьому синонімічному ряду визначення «література нон-фікшн» найбільш широке і виділяє три смислових поля, на яке воно поширюється:
- «інтелектуальна література», але це поняття, як зазначає дослідниця, носить комерційний характер, це тренд в сучасному книжковому бізнесі;
- література по психології поведінки, «підручники життя», псевдонаукові дослідження, часто засновані не так на фактах, а фактоіди, псевдодокументалістика;
- література, яка відтворює реальність без участі вимислу.

Ця класифікація — дійсний опис сучасного стану літератури нон-фікшн також і в Україні. Під визначення літератури нон-фікшн підходить все, що не містить вимислу або хоча б претендує на це, незалежно від якості тексту, факту або дослідження, наприклад, псевдодокументалістика, псевдонаукова література тощо.
Дослівний переклад запозиченого терміна, частковий збіг і перетин літератури нон-фікшн з документальною літературою, літературою факту і т. д., широке охоплення існуючих жанрів і форм існування літературних текстів — це ті проблеми, які в належній мірі заважають сформувати смислове поле поняття «література нон-фікшн».
Природно, що і вітчизняні дослідники зіткнулися з проблемою визначення меж текстів нон-фікшн: зараз в цей часто умовний формат зараховують твори самого різного характеру з різними формально-змістовними характеристиками. Дослідники виділяють біографію, травелог, науково-популярну літературу, підручники життя (self-help books), історію речі/явища/місця, як види текстів нон-фікшн.
На сьогоднішній день немає остаточних загальноприйнятих визначень терміна «література нон-фікшн», окреслених меж жанрів, складових це смисловий простір, тому процес декомпозиції категорії «література нон-фікшн» триває, і поява нових субжанрів всередині цього простору видається закономірним і виправданим.
Деякі дослідники (наприклад, Р. Томас Бернер), дотримуючи радикальної точки зору, вважають літературну журналістику оксюмороном: «література не може бути журналістикою і навпаки».
А ось «Основним аргументом є те, що твір — це продукт уяви митця». А письменники, наприклад, Т. Капоте і Н. Мейлер, обстоювали свій перехід від літератури до журналістики.
Важливість літературної журналістики тобто нон-фікшн полягає в тому, що її функції, такі самі, які в 19 ст. виконував роман: «забезпечувати американський середній клас актуальними новинами». Це сприяло тому, що незабаром вона стала успішнішою, ніж література. Інша особливість полягала в об'єктах відображення, якими стали соціальні заворушення і громадський неспокій. Самі ж журналісти нон-фікшн почали доповнювати свої матеріали «моральним баченням і особистим втручанням», що раніше було притаманне лише художній літературі.
Фундаментальне правило літературної журналістики — «писати про реальну подію, свідком якої був журналіст, або подати інформацію, яку він одержав із достовірних джерел». Журналіст, використовуючи нон-фікшн, детально не вказує, як він отримав інформацію, натомість «переконує читачів у її достовірності за допомогою детального опису сцен і місця події». Часто це можуть бути вказівки на дату і навіть точний час. Також журналіст долучає до свого тексту судові рішення, листи, щоденники, розпорядження тощо.
Мета цих текстів — викликати резонанс у читачів. Останні мають усвідомлювати те, що потрібно розуміти нон-фікшн, а не осуджувати. Стосовно цього словенська дослідниця С. Мерляк-Здовч зазначає: «…журналіст зобов'язаний запропонувати читачеві достатньо інформації, щоб той зміг зрозуміти, якою є ситуація насправді». Тобто читач, ознайомившись з усіма доступними фактами нон-фікшн, формулює висновки самостійно.
Отримати необхідну інформацію нон-фікшн можна різними способами. Деякі літературні журналісти досягають результату, ставлячи множинні питання очевидцям та учасникам подій та здійснюючи більше спостережень, другі проводять багато часу в епіцентрі того, що відбувається. Це можуть бути як години, так і тижні, а іноді — роки.
Подібна роль зближує їх із фотожурналістами, котрі також мають якомога чіткіше зафіксувати у нон-фікшн певну мить. Літературні журналісти повинні бути, як члени сім'ї на яких не звертають увагу.
Норман Сімс акцентує на іншій особливості нон-фікшн— описі побуту звичайних людей (а не зірок, що характерно для журналістів загалом). Літературні журналісти описують щоденні події, що можуть «виявити приховані закономірності суспільного життя настільки переконливо, як захоплюючі історії, що роблять газетні заголовки». Важливе місце в цьому разі відводиться діалогами, особливостям мовлення.
Також у сфері нон-фікшн існує жанр, який потребує від публіциста прискіпливого, складного, а іноді й репортажного методу.
Директор освітньої Інтернет-програми з літературної журналістики (Creative Nonfiction) Анжелі Сачдева виокремлює п'ять загальних правил, яких має дотримувати журналіст, щоб досягти професійної майстерності: показувати подію, а не розповідати про неї; мати додаткове заняття/роботу, окрім журналістики; писати про те, що знаєш; уникати пасивних форм; використовувати цікаві й незвичні дієслова.
У процесі вивчення нон-фікшн було рекомендовано використовувати певні доповнення журналістів:
- ретельно вивчати світ предметів і передумови події;
- працювати з прихованою інформацією, щоб досягти точності й відвертості з читачем і джерелами;
- висвітлювати повсякденні події;
- писати неформально, відверто, чесно, злободенно й іронічно;
- використовувати стиль, простий і зрозумілий;
- постійно звертатися до читача;
- структура тексту повинна мати важливе значення;
- не забувати розважати.

В основі художнього репортажу — новина в динаміці, цей жанр розгортає подію у часі, передає враження, мінливість події. Окрім теми, у ньому є образ. Мова репортажу поєднує документальність і художність, що повинні бути в ідеальному балансі, якщо буде переважати художність, то репортаж вийде белетристикою, а якщо документальність — то сухим і нецікавим. Тут припустимі емоційність, вигуки, суб'єктивні відчуття. Найчастіше використовується пряма мова, короткі діалоги. У сукупності з наочністю, тобто описом деталей і подробиць, послідовність викладу створює ефект присутності репортера на місці події.
Художній план репортажу виявляється також у принципі присутності відчуттів: зору, слуху, смаку, запаху, дотику. Фактор почуттів є для цього жанру визначальним, бо найперше завдання репортажу — викликати емоційну реакцію. Репортаж багато втратить, якщо буде перевантаженим інтелектуальними сентенціями, складними порівняннями, заплутаними емоціями. Завдання репортажу зробити так, щоб реципієнт сам усе бачив і чув. Не зрозумів (як в аналітичних), а саме відчув.
Тому під час роботи над репортажем треба постійно фіксувати максимум деталей, які допоможуть відтворити атмосферу події. Деталі надають репортажеві достовірності. Читачі переконуються, що журналіст насправді був на місці подій. Деталь додає наочності. Деталь впливає на почуття, бо відтворює атмосферу (картина на стіні, книга на столі тощо).
За вивченням наслідків події художній репортаж споріднений з аналітичними жанрами, зокрема з журналістським розслідуванням, він також визначає сутність цілого напряму в журналістиці, іменованому «репортерський фільм». В його основі лежить невимушене спілкування журналіста зі співрозмовниками, показ сьогодення, що переплітається з минулим, драматургія епізоду, тривалого в часі, різноманітного за прийомами, але єдиного за стилем твору, де сам репортер виступає як людина, що добуває цікаві свідчення і факти, але не надто претендує на їх узагальнення.
Сучасний нон-фікшн дуже різноплановий і ділиться на кілька ключових напрямків, які показують, які саме області реальному житті цікавлять зараз читача і чому:
- біографії та мемуари;
- документальні хроніки;
- есе;
- подорожні нотатки (травелог);
- критика;
- наукові дослідження;
- підручники;
- самовчителі;
- словники;
- енциклопедії;
- технічна документація,
- юзер-гайд або «керівництва для користувачів».

Тенденцією останнього часу є електронні видання нон-фікшн, що дозволяють оперативно отримати необхідну інформацію. Розглянемо найбільш популярні з них.
Травелог і краєзнавство. Бум травелогів (від англ. Travel — 'подорож') або, по-старому, подорожніх нотаток припав на 2007-2009 рр., Коли щомісяця виходило відразу кілька книг, в яких автори ділилися своїми враженнями про подорожі. Це був результат підвищення добробуту населення: люди змогли інвестувати в себе і подорожувати по світу.
Документальний роман. так називають книги, в яких сюжет будується виключно на реальних історичних подіях. У літературі він має потужну традицію, але в сучасності можна говорити тільки про цікаві спробах його відродження: авторам складно придумати серйозний сюжет, герої виходять дуже усередненими.
Мемуари і біографії, саме мемуарний бум спровокували в 2000-х рр. нескінченні суперечки про історію радянського періоду. Максимальна ідеологізованість власне історичних робіт неминуче штовхала людей до першоджерел, в даному випадку до мемуарів. Сучасний читач ставав все більш прискіпливим до ідеології і все більше жадав фактів. Має значення і комерційний аспект — на відміну від художньої літератури, для нон-фікшн реклама практично не потрібна: завжди знайдуться люди, які цікавляться, наприклад, подорожами або національною кухнею.
Нон-фікшн — довгострокове вкладення, яке в підсумку, як правило, окупається. Від публіцистики ж нон-фікшн відрізняється кількістю часу, який минув із моменту подій, або обсягом написаного. Все-таки нон-фікшн — це література, хоч і документального характеру.
Читаючи белетристику, завжди потрібно пам'ятати, що автор не ставив перед собою завдання точно описувати події і людей, тому вона не може служити документальним свідченням епохи. А ось в нон-фікшн, навпаки, автор повинен бути гранично точним, вигадка там позбавляє твір будь-якої цінності. Нон-фікшн — це приклад «чистої інформації», вільної від яких би то не було ідеологічних нашарувань. Деякою мірою сьогоднішня популярність такої літератури відображає кризу довіри до ідеології.
Хоча і в нон-фікшн романах допускаються драматичні і художні прийоми, композиція подібного твору часто схожа на драматичну. Сцена слідує за сценою, тому художня складова теж вкрай важлива.
Отже, означені вище пункти слугують у нон-фікшн базисними тематичними і синтаксичними компонентами.
Жанрове різноманіття, репортажна форма, апеляція до факту як концептуальної домінанти, специфічна форма нарації, документальність, перманентні звертання до читача, його свідомості й досвіду, особлива робота з джерелами інформації, детальний опис щоденних подій формують мистецтво літературної журналістики. Ідейна новизна ракурсу дослідження нон-фікшн потребує подальших детальніших наукових розвідок.

## Техніки пошуку, збору інформації та написання нон-фікшн
З тих пір, як почали своє існування професійні мас-медіа, існують також надійні, ефективні методи. Тому якісний справжній пошук та збір певної інформації вже раніше залежав від самих певних журналістських навиків, які була б можливість опанувати. І ця можливість часто залежала від технічного забезпечення редакції. Але, натомість, саме такий справжній пошук і збір інформації існував, як нерозривно пов'язаний з головною функцією мас-медіа у нашому суспільстві. Суспільний устрій і роль журналістів помітно змінилися і трансформуються знову — а з ними і постановка проблем і тем пошуку і збору інформації. Журналісти знають, що пошук і збір інформації є їхньою найважливішою діяльністю.
Реконструкція події і нон-фікшн. Іноді журналіст вирішує написати репортаж про подію, очевидцем або учасником якого він не є. Наприклад, розповісти, як відбувалося корабля, як звільняли захоплених терористами заручників, як вели себе жителі міста, що став епіцентром землетрусу.
Такий репортаж буде перебувати на стику журналістики та літератури. Від журналістики тут буде розповідь про подію, яка насправді відбувалося, про реальних людей і про їх реальні дії. Від літератури — спосіб подачі матеріалу, коли про те, що відбувається розповідається від особи персонажів, подія описується їх очима.
Цей принцип побудови тексту сформулював американський журналіст Т. Вулф, в середині 1960-х рр. випустив маніфест під назвою «Нова журналістика». Автора не влаштовувало, що новини, в яких інформація подається в порядку убування важливості, не спонукають читача занурюватися в текст. Натомість було запропоновано будувати тексти про реальні події з використанням прийомів художньої літератури. Як нам вже відомо журналістам рекомендувалося використовувати чотири прийоми:
- вибудовування матеріалу сцена за сценою, коли розповідь негайно переходить від одного епізоду до іншого без довгих історичних екскурсів;
- використання «реалістичних» (колишніх насправді) діалогів, що приводяться дослівно і формують образи персонажів;
- точка зору від третьої особи — кожен епізод подається в ракурсі якогось персонажа (фокального персонажа), з яким читач легко може себе ототожнити і завдяки цьому відчути те, що відбувається так, немов він все бачить на власні очі;
- показ характерних деталей, «символів» персонажа: властивої йому жестикуляції, його звичок, манер, складу характеру, меблів в будинку, одягу, всієї обстановки, того, що він їсть і т. д.

Нон-фікшн зустрічаються у вітчизняних виданнях рідко. Це пов'язано і з тим, що їх підготовка займає тривалий час, і з тим, що лише невелика частина журналістів вміє готувати ці вельми складні тексти.
Для створення твору нон-фікшн необхідно дотримання важливих умов: автор є визнаним експертом з власної темі, а для літератури цього жанру важливі стислість, корисність і оперативність, а також ступінь щирості твори.
Найчастіше для того, щоб зібрати достовірний і цікавий матеріал, автор документального твору займається науковими дослідженнями або пошуком різних джерел, які підтверджують або спростовують його припущення. Також, якщо мова йде про якийсь випадку з минулого, письменнику доводиться займатися пошуком свідків і учасників цієї події, володіти мистецтвом інтерв'ювання для автентичного, живого і достовірного матеріалу.
Великою підмогою для твору в жанрі нон-фікшн може бути сайт або блог автора, на який часто заглядають представники цільової аудиторії.
Збір матеріалу для репортажу обов'язково включає в себе відвідування місця події. Без безпосереднього спостереження написати нон-фікшн неможливо. Якщо журналіст не має можливості особисто спостерігати подію, тоді краще відмовитися від підготовки репортажу і написати про подію новинну замітку, при якій без присутності на місці події можна обійтися.
Перед відвідуванням місця події журналісту рекомендується вивчити якомога більше інформації по темі. Це потрібно для того, щоб на місці події бути в змозі відрізнити загальне від особливого і зосередити увагу на цьому особливому, а не витрачати час на введення в ситуацію. Журналіст ще до того, як виявиться на місці події, повинен приблизно представляти, що він побачить, на що йому слід звернути увагу, які питання потрібно буде задати учасникам події.
На місці події завдання журналіста полягає не тільки в тому, щоб зібрати фактичну інформацію. Цього було б достатньо при підготовці новинний замітки. Написання ж нон-фікшн передбачає пошук особливого аспекту події і емоцій, які ця подія породжує.
Практичні спостереження, які є оновою нон-фікшн поділяють за кількома ознаками: а) ступеню формалізованості (структуроване і неструктуроване), б) певного місця проведення (польове і лабораторне), в) регулярності самого проведення (систематичне і несистематичне), г) позиції спостерігача в конкретному дослідженні (включене і невключене).
У структурованого спостереженні сам журналіст і фіксує події з чітко заданим планом або, точніше, процедурі, а в неструктуроване — проводить чітке спостереження у вільному пошуку, керуючись лише загальними поняттями про певну ситуацію. Польове дослідження передбачає уважну роботу журналіста в природних умовах, натомість лабораторне — в деяких сконструйованих самим журналістом ситуації. Саме ж систематичне споглядання передбачає спрямованість журналіста до тієї чи іншої ситуації в певні часи, а несистематичне — спонтанність під час вибору спостережуваного конкретного явища. Позиція спостерігача в невключеному спостереженні полягає в наступному: журналіст, зазвичай, знаходиться за межами спостережуваної ситуації і не входить в контакти з учасниками певних подій. Він цілком усвідомлено та відповідально займає нейтральну позицію, намагаючись не втручатися в хід подій, які відбуваються. Даний вид спостереження, тобто зібрання певної інформації, найчастіше використовують для опису саме соціальної атмосфери.
Включене спостереження передбачає участь самого журналіста в самій ситуації. Він йде на це свідомо, змінюючи, наприклад, професію або, чітко розуміючи свої дії проникає в якусь соціальну групу для того, щоб зсередини розпізнати певний об'єкт. Зміна професії можлива в тих випадках, коли журналіст чітко упевнений в тому, що своїми непрофесійними або некваліфікованими діями він не завдасть людям ні фізичного, ні морального збитку. Наприклад, співробітникам ЗМІ протипоказано представлятися лікарями, юристами, суддями, працівниками державних служб і т. ін. Подібного роду заборони передбачені як відповідними нормами журналістської етики, так і певними статтями кримінального кодексу.
Зауважимо, що враження і відомості, отримані журналістом, необхідно перевірити ще раз, щоб ще раз переконатися не тільки в їх достовірності, а й в об'єктивності. Тут журналістам можуть бути корисні поради соціолога В. А. Ядова, який для підвищення ступеня надійності (обгрунтованості і стійкості) даних пропонує наступні правила: а) максимально дрібно класифікувати елементи подій, що підлягають спостереженню, користуючись чіткими індикаторами;

б) якщо основне спостереження здійснюється декількома особами, вони зіставляють свої враження і погоджують оцінки, інтерпретацію подій, використовуючи єдину техніку ведення записів, тим самим підвищується стійкість даних спостереження;

в) один і той самий об'єкт варто спостерігати в різних ситуаціях (нормальних і стресових, стандартних і конфліктних), що дозволяє побачити його з різних сторін;

г) необхідно чітко розрізняти і реєструвати зміст, форми прояву спостережуваних подій і їх кількісні характеристики (інтенсивність, регулярність, періодичність, частоту);

д) важливо стежити за тим, щоб опис подій не змішувався з їх інтерпретацією, тому в протоколі слід мати спеціальні графи для запису фактичних даних і для їх тлумачення;

е) при включеному або невключеному спостереженні, що виконується одним з дослідників, особливо важливо стежити за обгрунтованістю інтерпретації даних, прагнучи до того, щоб перевірити ще раз свої враження за допомогою різних можливих інтерпретацій.
Як було сказано вище, при підготовці реконструктивного репортажу журналіст очевидцем або учасником події не є. Він отримує інформацію від інших людей, причому на основі цієї інформації він повинен не просто викласти суть того, що сталося, а описати те, що відбувається в деталях для створення «ефекту присутності».
Тому журналісту потрібно опитувати якомога більше людей, які спостерігали за подією або брали в ньому участь. Опитування являє собою реконструкцію події: журналіст з'ясовує, де знаходився співрозмовник, що він робив, говорив, чув, думав і відчував у кожен момент часу.
Опитування бажано проводити на місці події, щоб співрозмовник не просто розповів про те, що трапилося, але і показав, де перебував він і де знаходилися інші учасники події, як вони переміщалися, що з кожної з точок можна було побачити і почути. Якщо таким способом опитано кілька учасників події, картина почне вимальовуватися цілком певна і чітка.
Потрібно враховувати, що далеко не кожен співрозмовник може описати побачене таким чином, щоб з цього можна було скласти текст. Багато людей відчувають труднощі з формулюванням своїх думок і описом своїх почуттів. Крім того, журналісту для підготовки репортажу необхідні характерні деталі, а багато людей подібних деталей або не помічають, або не здатні їх осмислити і згадати.
У таких випадках журналіст в розмові сам висловлює за співрозмовника його думки, уточнюючи, чи відповідає це дійсності. Якщо співрозмовник підтверджує, що сказане журналістом — саме те, що він сам хотів сказати, але не зміг, тоді ці епізоди можна використовувати при підготовці репортажу.
Крім того, потрібно враховувати, що людська пам'ять вкрай ненадійна. Люди не всі помічають, не всі з поміченого запам'ятовують, а дивлячись із сьогодення в минуле, не усвідомлено прагнуть це минуле впорядкувати, відкидаючи те, що не вкладається в схему. Тому якщо дві людини по-різному описують одну й ту ж сцену, це зовсім не означає, що хтось із них обов'язково бреше. Просто кожен так побачив, так запам'ятав і так осмислив, що відбувається.
Особливості написання тексту. У реконструктивної репортажі матеріал подається від імені персонажів. Те, що відбувається показують очима то одного, то іншого учасника події — дивлячись, хто з них в даний момент знаходиться в центрі оповідання.
Наприклад, якщо журналіст пише про аварію поїзда, він може почати з машиніста, який відчував себе погано, не виспався і тому не помітив тог тривожний сигнал, який допоміг би запобігти аварії. Потім можна переключитися на провідницю, яка в момент катастрофи готувала пасажирам чай і в перший момент не змогла зрозуміти, чому склянки з чаєм раптово злетіли і перекинулися. Далі можна перейти до пасажирки, яка спала, і якій снилося, що вона стрибає з парашутом, але парашут не розкривається, і вона ударяється об землю, після чого пасажирка відкрила очі і виявила себе впала на валізи, які також посипалися з полиць.
В іншому реконструктивний репортаж будується аналогічно звичайному. Це стосується і наочності мови, і характерних деталей, і драматургії тексту (фокусування на конфлікті та просуванні від експозиції до розв'язки), і репортажного бекграунду (пояснень до того, що показується в сценах).
Отож, ми вже знаємо, що «Нон-фікшн дає свободу журналістам писати те що він хоче і як хоче не спираючись на традиції. Тобто художній репортаж надає можливість висловитись».
Коли людина не може прилаштуватись до існуючих канонів, вона руйнує їх і встановлює свої. Нон-фікшн у широкому його розумінні — прекрасний спосіб зайти в літературу не так, як усі — «з чорного входу».
За останні три роки кількість художніх репортажів активно зростає, з'являється багато перекладних текстів. Але все це ще неоране поле. І це гарна можливість проявити себе і розповісти про себе.
Ми живемо в такий час, коли кожна людина може взяти диктофон, вийти в поле і зробити репортаж. Головне — мати бажання і якусь іскру. А ось саме нон-фікшн має багато привабливих сторін. Одна з них — ти не мусиш іти на компроміси зі своєю совістю, не мусиш вигадувати те, до чого в тебе немає схильності. Наприклад, у тебе немає дару фантазувати, зате ти вмієш бачити. Це справді великий карт-бланш, особливо для молодих людей.
Отож, основними рисами репортажу є оперативність і актуальність. Такий жанр вимагає від працівника мас-медіа не лише достовірної фіксації фактів, але й чітке обдумання подій щоб максимально привернути увагу читача. Тому перевагою нон-фікшн, який поєднує техніку у сучасному медіапросторі, літературу і кіно, є здатність передати те, що перебуває за кадром журналіста, який подає новину. Адже саме уважність і спостережливість це ті якості журналіста, без яких неможливо створити якісний художній репортаж.

## Художній репортаж в українських ЗМІ
У вітчизняних ЗМІ художній репортаж трапляється досить нечасто. Але у цьому випадку на порятунок приходить інтернет мережа і блогосфера, у яких можна виділити доволі багато зразків цього різновиду журналістики. Ще художні репортажі можна знайти у «Газеті по-українськи», журналі «MANDRY» «Країна», «Український тиждень» та ще кількох інших виданнях. Але ось, наприклад, в сусідній Польщі саме такий жанр текстів друкується в одній з найбільших газет — «Газеті Виборчій». А от, наприклад, у Франції виходить журнал «Revue XXI», у якому містяться цікаві художні репортажі та нагадують більше книжку, які реалізовуються тільки у книжкових магазинах.
Ось наприклад, спеціалісти Інституту засобів масової інформації виділяють шість основних пунктів інформаційної журналістики, адже вони є абсолютно однаково справедливими і для телебачення, радіо, для самої преси і інтернет-видань, навіть не зважаючи на особливі відмінності у цих типах ЗМІ. Такими стандартами є рівність думок і точок зору, правдивість, точність, повнота, виділення фактів від коментарів та швидкість подачі інформації саме художнього репортажу в українських ЗМІ.
Але саме у наш час, коли новини передаються надзвичайно швидко, дотримання головного стандарту рівноваги нерідко призводить до того, що ЗМІ показують тільки інформацію сторін конфлікту. Звичайно, ця ситуація також є непоганою, адже саме це не дає глядачам глибше розуміти те, що насправді, а що ні. Ось тому саме для художнього репортажу суттєво не просто шукати й подавати його чіткі позиції, а також зробити аналіз, показавши його, та перевіряти їхні аргументи, а вже якщо виникає проблема з браком часу, то пропонується показати основну оцінку, яка є експертною. Так основою створення художнього репортажу в середовищі українських ЗМІ, є саме перевірка джерел достовірної інформації, і це є одним з першочергових завдань журналіста.
Ось наприклад, нерідко українські засоби масової інформації роблять посилання на активні акаунти в соціальних мережах знайомих політиків чи міністрів, але є доволі великі ризики, що саме такі акаунти створюють та активно ведуть не найвідоміші політики, а їхні так звані піар-менеджери. Таким чином, достовірність навіть таких верифікованих акаунтів є сумнівною. До того ж акаунти політиків і високопосадовців у соцмережах часто є способом маніпуляції, коли імідж політика у соціальних медіа створюють не самі політики, а професіонали іміджмейкери, які ведуть їхні сторінки. У результаті, імідж політика чи посадовця зовсім не відповідає дійсності.
Головна відмінна риса художнього репортажу це емоційність, яка часто є зайвою в інформаційних жанрах журналістики, тому часто саме такий репортаж розділяють на інформаційну розповідь з місця події та художню. В репортажі, як і в інших журналістських жанрах, мають бути названі джерела інформації. Неприпустимі в репортажах постановочні фото чи відео, навіть задля підвищення емоційності матеріалу, яка цінується в цьому жанрі. Журналіст завжди має залишатися чесним з власною аудиторією.
Проблемою художнього репортажу є і те, що в українських ЗМІ фактично є відсутність цілих текстів, і причин цієї проблеми є декілька. За форматом ці репортажі трапляються різні, тобто зазвичай вони великі, саме з цієї причини, вони не вкладаються в звичні формати друкованих видань у нашому медіапросторі. Окрім цього, процес створення займає доволі чимало часу. Новина перестає бути «гідною» публікація, якщо втрачає свою актуальність. А з появою інтернету, процес журналістської діяльності лише пришвидшився. Нині фахівці та окремі ЗМІ змагаються не лише за якість матеріалу, а й за оперативність їхньої появи у мережі.
У нашій країні переважна більшість з авторів, що працює в цьому жанрі, зазвичай письменники та перекладачі: Лесь Белей, Андрій Бондар, Марія Матіос, Ірен Роздобудько, Оксана Забужко та інші. Відомими теж є подорожні історії, що першопочатково з'явилися у блогах та спеціальних виданнях окремими репортажами або статтями (Артем Чапай, Макс Кідрук), а вже потім вони трансформувались у книги.
Велика палітра авторів друкується у збірці «Veni, vidi, scripsi». Саме тут можна зустріти представників різних регіонів — від Закарпаття до Донбасу. Таким шляхом часто відкриваються і відомі імена, наприклад Наталка Гуменюк, Олег Коцарев, Олександр Гаврош, Олег Криштопа, Катерина Цибенко, Денис Казанський, Олеся Яремчук, і дебютанти. Зрозумілим стає і той факт, що молодь позитивніше ставиться до експериментів із текстами, які представлені українськими ЗМІ, тоді, як репортери, яким за 40, частіше роблять класичні репортажі, написані за всіма канонами.
Але власне художній репортаж не є настільки важливим, як власне форма висвітлення й експерименти з нарацією.
Аудиторія все більше потребує художніх репортажів. В першу чергу через популяризацію цього типу репортажів конкурсом «Самовидець», але й водночас, як би парадоксально це звучало, через війну. Реальні історії, розказані про війну, чіпляють більшість наших співгромадян і викликають широкий резонанс у суспільстві, бо саме таким текстам людина вірить.
Що стосується інтернет-репортажів, то важливим є те, що під час його створення українськими ЗМІ, увага аудиторії привертається й за допомогою активного відтворення подій, збагаченням розповіді ілюстративними способами в поєднанні з документальним словесним викладом, емоційно представленою лексикою, яка в мовностилістичному відношенні виступає цементуючою основою будь-якого репортажу. Та і багато що залежить від самого характеру подій, значимості героїв, творчого задуму, створюється публікація — максимально стисла, інформативна або навпаки, із ґрунтовнішими елементами чіткого аналізу, дискусійними про тему неабиякими роздумами саме художнього репортажу.
Крім того, інтернет-ресурси завдяки своєму візуальному впливові дають необмежені можливості для використання чітких світлин. Таку специфіку, яка передається між мережами, враховує і видання ЛітАкцент. Невипадково, що в ньому головним і досі залишається фоторепортаж. Поряд із цим репортажна практика онлайн-ЗМІ відобразила ряд недоліків. Це є традиційні зачини, пасивна форма викладу (особливо в минулому часі), малосюжетні знімки, переобтяжені складнопідрядними конструкціями речення, нехтування розбивками тексту (у вигляді промовистих відступів, діалогів, яскравих описів і сцен) дуже знижують саме художню жанрову основу цих матеріалів. Однак урахування всіх головних, потенційних можливостей художнього репортажу, включаючи складну за природою його будову, здатні зробити такі публікації дієвими й визначальними для мас медіа.
В українському мас медіа, поняття художньої та літературної журналістики стає особливо актуальним вже після появи в 2013 році антології «Veni, Vidi, Scripsi: Світ у масштабі українського репортажу». Яке являє собою збірку з 10 текстів, що присвячені подорожам по Україні так і закордонним подорожам.
Художній репортаж переплітається з нон-фікшн, який, як ми вже знаємо виник, в Сполучених Штатах в 60-х роках 20 століття, в творах Тома Вулф, Гей Таліз, Джоан Дідіон, Майкла Герра, Нормана Мейлера, Трумена Капоте та інших. Також основні головні принципи нон-фікшн сформульовані в антології Тома Вулфа «The New Journalism» (1973), що і активно використовується для створення художнього репортажу українськими ЗМІ:
1) послідовна розповідь від сцени до сцени, без довгих історичних ракурсів;
2) передача діалогів, яка несе правдивий характер;
3) ракурс третьої особи (так званий, принцип «хамелеона»), при якому автор передає сцену від імені однієї з дійових осіб;
4) деталізація самого ж статусу — детальне зображення зовнішності, манери поведінки, мови героїв, інтер'єру, де відбувається подія.
Також до відомих дослідників художнього репортажу, можна віднести: В. Здоровегу, І. Прокопенко, І. Вартанов, Д. Григораш, В. Карпенко, М. Василенко, І. Михайлин, М. Кім, О. Чернікова, О. Тертичний, М. Войтек, С. Гуревич, Ж.-Д. Буше, М. Галлер та ін.
В українських ЗМІ, привертає увагу і думка вітчизняної дослідниці Антоніни Іващук, адже вона вважала, що сам сучасний художній репортаж — найбільш розгорнутий та емоційний жанр серед інформаційних жанрів, і те що він потребує одночасно, з одного боку, документальності, нещадного дотримання багатьох фактів життя, а з іншого — емоційності, особистого сприйняття конкретної події, уваги до різних деталь, факту, явища. А ось польська школа репортажу, точніше її представники також ставлять акцент на дуже важливих індивідуальних переживань журналіста: «сьогодні якісний репортаж не може бути простим звітом. Він має бути наповнений власними емоціями та реагуванням автора». І продовжує: «Весь секрет реального якісного репортажу полягає у тому, що сам репортер не є так званим диктофоном. А просто збирає факти, зберігає кольори, враження, смаки, запахи, і перш за все емоції: людський страх, неспокій, жаль, лють, огиду». Ці всі особливості першочергово звертають на себе увагу в текстах американських «новожурналістів», зібраних в антології «The New Journalism».
Також важливим фактором художнього репортажу в українських ЗМІ є мікс чіткої документальності, яка і є невід'ємною рисою такого репортажу, а ще суб'єтивності, метафоричності, емоційності та тактичне використовування всіх чинників, які і створюють якісний художній репортаж. Український літературознавець і критик Антон Санченко запропонував виділити обов'язковий інгредієнт художнього репортажу, тобто сама подія, щоб була резонансною, іноді трагічною, іноді кумедною, та з широким медійним розголосом. Була помітна ще одна ознака, яку повинен мати хороший художній репортаж перед публікуванням в ЗМІ — це є елементарність відповідних обставин. Ядром художнього репортажу, з балансуванням на грані між літературою та журналістикою, власне є факт, інформація або подія.
Як вже згадувалось, вже у 2013 році за підсумками всеукраїнського конкурсу художніх репортажів «Самовидець» київське видавництво «Темпора» було опублікувало антологію десяти кращих текстів "Veni, Vidi, Scripsi. Серед авторів видань є як відомі журналісти, так і початківці — Ірина Набитович, Олег Криштопа, Дмитро Губенко, Олександр Гаврош, Олег Коцарев, Катерина Цибенко, Наталя Гуменюк та інші. Також варто зазначити, що художній репортаж тільки зароджується в Україні, але ним вже активно користуються журналісти в українських ЗМІ. Далеко не кожен з відібраних текстів чітко відповідає вимогам жанру, деякі з них можна радше назвати художнью літературою, ніж художнім репортажем, але в обох випадках, присутні ознаки «нон-фікшн».
Так, перший текст за багатьма своїми ознаками більше подібний на повість, ніж на репортаж. Хоч у репортажі і подекуди трапляються документальні свідчення різних людей, вони все одно передаються не в формі прямої мови, що і є властивим художньому репортажу. Другий має більше ознак «нон-фікшн», що спростовує подання інформації в українських ЗМІ.
Тому часом у репортажі бачимо багато фактів, наприклад: відповідно підтвердженою статистикою, у 2006 р. сумарні викиди ЄМ3 становили 29 913 тис. т, а в 2010 р. вже 38 730 тис.
Насправді, на фактах створений і той репортаж, який набув статусу переможця на відомому всеукраїнському конкурсі під назвою «Самовидець», «Україна: Масштаб 1:1» Олега Криштопи, адже саме для нього світ перетворився на окрему книжку. Творець разом із оператором, вирушає у мандрівку, та створює незовсім чіткий образ України за молодих літ. Саме тоді, все що побачив та почув журналіст дуже точно показує у своєму репортажі все що стосується дизайну та навіть освітлення, самих героїв, та бесіди з ними.
Також, ми можемо спостерігати, що в українських ЗМІ, журналісти часто описують розповіді, де можна зрозуміти, що вони зосереджуються на незначних деталях, таких як, де можна краще поїсти, який шлях використати, щоб доїхати, де неякісна дорога, який ландшафт видно з вікон тощо. А ще змальовують всі особливості та пам'ятні місця конкретно вибраної території (вулиці, будинки), у містах і селах, описуючи місцевих жителів, які в них звички та який тип заробітку найбільше використовують, цікафі факти з історії, навіть часто присутні деталі про те, яку рослинність найбільше можна побачити. Помітно, підкреслюється присутність самих журналісти, які і були очевидцями певних подій. Часто в українських ЗМІ, саме у художньому репортажі можна зустріти цікаві історичні події людей, які і є сюжетом, для зйомок на телебаченні. Багато говорять власним голосом, не використовуючи літературне редагування, неодноразово міняючи один одного, тобто сама розмова-інтерв'ю представлена як репортаж. Щоб заволодіти достовірними фактами молоді журналісти проводять немало часу з героями текстів, які самі створюють.
Ще у текстах присутні безліч історичних моментів, що використовуються після екскурсії та інформації, яка є довідковою, можемо побачити і те, що зустрічається багато зіставлення з Радянським Союзом. Так, для того, щоб опублікувати матеріал в українські ЗМІ, потрібно перш за все використати додаткові інформаційні джерела, часто це є інформація з Вікіпедії. А ще, використання різних шрифтів — це є своєрідне підкреслення певних фраз, які і доповнюють цікаві портрети персонажів художнього репортажу.
Також існує ще один прийом, який українські журналісти часто використовують у власному репортажі, — деталізація самого статусу, наприклад: «До його маленької кімнатки ще збереглися старі дверцята. Наявна білосніжна стеля. Прозорого скла у вікні вже немає — лише целофан. У цій кімнаті стоїть ліжко, невеличкий столик, дерев'яна шафа. У шафі є три старенькі сукеночки та халат»
Отже, всі ці виділені особливості художніх репортажів, які в процесі досліджуються у нон-фікшн, та публікуються українськими ЗМІ, надають можливість зробити саме такі висновки:
1. В українських ЗМІ такий жанр, як художній репортаж тільки розпочинає своє існування та розвиток. Але через свої неабиякі об'єми схожі тексти більшість виходять як окремі книги. Переважно платформою для того, щоб існували різні тексти є інтернет-видання й блоги. А найкращими зразками художнього репортажу нон-фікшн є ті, які репрезентовані теж у формі окремих книг і статей в виданнях The New Yorker, Esquire, Vanity Fair, The New York Times і The Wall Street Journal.
2. В текстах, які були запропоновані, підкреслено й досліджено головні прийоми нон-фікшн («Dramatic Scene», «Recording Dialogue in Full», «Point of View», «Status of Details»), існування яких підтверджує належність проаналізованих репортажів до жанру художнього репортажу.
3. В українському медіапросторі відсутні достатньо чіткі критерії жанру. Теперішній стан, відкриває гарні перспективи для наступних результативних наукових розвідок та робіт.
4. Для багатьох українських текстів властивий автобіографізм, суб'єктивізм, документалізм, застосування різних шрифтів та різні експерименти з нарацією. В обох випадках велике значення має діалог та мова персонажів, яку передають докладно і без змін.
5. Важливим чинником, що і об'єднує всі художні репортажі є «фактаж». Автори подекуди виділяють свою присутність на місці певних подій, а ще детально відтворюють мову, різні кольори, виражені запахи, цікаві звуки, інтер'єр. Ось ця ознака і є однією із головних при аналізі даного жанру, також ця особливість дає змогу зараховувати роботу саме до нон-фікшн, а не до літератури, чим і користуються журналісти для створення художнього репортажу, та його подачі в українські ЗМІ.

Незважаючи на зростання в українських ЗМІ самого інтересу всіх українських журналістикознавців до цього жанру, вичерпний огляд проблеми залишається розкритий. Тому жанр художнього репортажу в українському медіапросторі потребує багато докладніших наукових досліджень.